# Communauté de communes La Grandvallière
Die Communauté de communes La Grandvallière ist ein französischer Gemeindeverband mit der Rechtsform einer Communauté de communes im Département Jura in der Region Bourgogne-Franche-Comté. Sie wurde am 30. Dezember 1994 gegründet und umfasst acht Gemeinden (Stand: 1. Januar 2019). Der Verwaltungssitz befindet sich im Ort La Chaux-du-Dombief.

## Historische Entwicklung
Mit Wirkung vom 1. Januar 2019 gingen die ehemaligen Gemeinden Grande-Rivière und Château-des-Prés in die Commune nouvelle Grande-Rivière Château und die ehemalige Gemeinde Les Piards in die Commune nouvelle Nanchez auf. Dadurch verringerte sich die Anzahl der Mitgliedsgemeinden auf acht. Durch die gleichzeitige Aufnahme der ehemaligen Gemeinde Villard-sur-Bienne, die Mitglied des Gemeindeverbands Communauté de communes Haut-Jura Saint-Claude vergrößerte sich die Gesamtfläche des Verbands.

## Mitgliedsgemeinden
| Gemeinde                                | Einwohner 1. Januar 2022 | Fläche km² | Dichte Einw./km² | Code INSEE | Postleitzahl |
| --------------------------------------- | ------------------------ | ---------- | ---------------- | ---------- | ------------ |
| Fort-du-Plasne                          | 478                      | 12,92      | 37               | 39232      | 39150        |
| Grande-Rivière Château                  | 633                      | 39,21      | 16               | 39258      | 39150        |
| La Chaumusse                            | 391                      | 10,62      | 37               | 39126      | 39150        |
| La Chaux-du-Dombief                     | 568                      | 21,65      | 26               | 39131      | 39150        |
| Lac-des-Rouges-Truites                  | 395                      | 19,69      | 20               | 39271      | 39150        |
| Nanchez                                 | 761                      | 31,65      | 24               | 39130      | 39150, 39200 |
| Saint-Laurent-en-Grandvaux              | 1.818                    | 17,57      | 103              | 39487      | 39150        |
| Saint-Pierre                            | 362                      | 16,37      | 22               | 39494      | 39150        |
| Communauté de communes La Grandvallière | 5.406                    | 169,68     | 32               | –          | –            |